# Rompecorazones
Rompecorazones es una película Argentina dirigida por Jorge Stamadianos. Fue estrenada en el 1992.

## Sinopsis
Viviana es una dentista casada hace años con  Mario, un profesor universitario. El matrimonio no ha tenido hijos, y ella, que ya ha cumplido 42 años, comienza a desesperarse.
Una madrugada, el auto de Viviana se rompe en la Panamericana. Andrés, que maneja una grúa, se acerca a ayudarla y ella le propone mantener relaciones sólo para quedar embarazada. Pero pronto la relación entre ellos comienza a adquirir importancia. El conflicto crece cuando al trío se le suma Mónica, la amante de Mario, y el juego de cuatro se descubre. Todos terminan viviendo bajo el mismo techo, hasta que la convivencia se vuelve insostenible.

## Reparto
| Actor             | Personaje |
| ----------------- | --------- |
| Teresa Costantini | Viviana   |
| Jorge Sassi       | Mario     |
| David Di Napoli   | Andrés    |
| Jorge Diez        | Julio     |
| Grecia Levy       | Mónica    |
| Margara Alonso    | Emilia    |
| Claudio Rissi     | Policía   |
| Willy Lemos       | La Reina  |

- Datos: Q16626139